# Англіцизм
Англіци́зм (також англі́зм) — різновид мовного запозичення: слово, його окреме значення, вислів тощо, які запозичені чи перекладені з англійської мови, також утворені за її зразком.
Різновидом англіцизму є американізм — запозичення з американського варіанту англійської мови.

## Англіцизми в українській мові
Англіцизми стали проникати в українську мову в XIX ст. через російську, польську, німецьку мови. З др. пол. XX ст. кількість англіцизмів в українській мові помітно збільшується, посилюється процес безпосереднього запозичення.
Приклади англіцизмів в українській мові: авторалі, бізнес, імідж, комп'ютер, маркетинг, продюсер, саміт, сервіс, смокінг, спікер.
Англіцизмами є також вислови:
- «Бути чи не бути» — переклад англійського крилатого вислову «To be or not to be» з п'єси «Гамлет» Вільяма Шекспіра;
- «Скелет у шафі (буфеті)» (у значенні — сімейна таємниця) — переклад англійського «skeleton in the cupboard».

Низка англіцизмів позначає національні (англійські чи американські) реалії:
- Скотленд-Ярд (англійська реалія),
- Діснейленд (реалія США).

## Особливості англіцизмів
Для запозичень з англійської мови характерні:
- звукосполучення -дж-: бюджет, джаз, джентльмен, джемпер;
- звукосполучення -ай-, -ей-: гайморит, інсайт, тролейбус, хокей;
- суфікс -инг (-інг): мітинг, пудинг, демпінг, тюбінг.

## Основні сфери запозичення
- Техніка: блюмінг, бульдозер, буфер, грейдер, диспетчер, дисплей, ескалатор, каупер, комбайн, комп'ютер, конвеєр, крекінг, принтер, радар, слябінг, сейф, телетайп, тендер, трактор, трамвай, тунель, файл, фільм, форсунка, хонінгування.
- Мореплавство, військова справа: аврал, браунінг, бункер, ватерлінія, вельбот, докер, дрейф, катер, мічман, снайпер, танк, танкер, трап, траулер, шквал, шрапнель, шхуна, яхта.
- Політика, економіка, торгівля: банкнота, бізнес, блеф, блокада, бойкот, бос, бюджет, гангстер, демпінг, долар, інтерв'ю, лідер, локаут, маркетинг, менеджер, менеджмент, мітинг, рекет, трест, чек.
- Спорт: аут, бокс, боксер, ватерполо, волейбол, гол, голкіпер, матч, жокей, нокаут, раунд, рекорд, спаринг, спорт, спортсмен, старт, теніс, трек, тренер, фініш, форвард, футбол, хокей.
- Одяг, тканини: вельвет, джемпер, піджак, піжама, плед, смокінг, френч.
- Їжа, напої: біфштекс, кекс, пудинг, пунш, ром, ростбіф, сендвіч.
- Культура: гумор, джаз, клоун, клуб, комфорт, памфлет, сквер, тент, фокстрот, фольклор, хол.

## Псевдоангліцизми
Окремо слід зазначити таку групу запозичень з англійської, яку в самій англійській мові прийнято звати «псевдоангліцизмами» (pseudo-anglicisms). Приставка «псевдо-» тут означає не те, що слова не є англійськими за походженням, а лише те, що їхня семантика в мові-реципієнті відрізняється від значення в самій англійській мові. «Псевдоангліцизми» є окремим випадком фальшивих друзів перекладача. Список найпоширеніших псевдоангліцизмів тотожний в українській і російській мовах:
- Брейк — breakdance
- Кліпмейкер — music video director
- Креатив — inventiveness, creativity, the results of creative work (creative — «творчий»)
- Крос — cross-country race
- Кілер — assassin, contract killer
- Котедж — house (cottage — невеличкий сільський будинок)
- Ксерокс — copier (Xerox — одна з марок фотокопіювальних апаратів)
- Менеджер — clerk (manager — «директор», «завідувач»)
- Металіст — fan of heavy metal subculture
- Памперс — diaper
- Паркінг — parking lot
- Плеєр — portable media player, walkman (player — «гравець», «програвач»)
- Рокер — biker; member of a biker gang (rocker — «рок-музикант»)
- Пазл — jigsaw puzzle (puzzle — «головоломка»)
- Сейфінг — providing safe deposit boxes
- Смокінг — dinner jacket
- Стринги — thong
- Файл (прозорий конверт) — punched pocket
- Фейсконтроль — checking whether a person looks appropriate
- Фолк-хісторі — pseudohistory[1]
- Шоп-тур — an organized tour to a foreign country for shopping
- Шоумен — entertainer; host of an entertainment-oriented show